# Arrondissement de Corail
Arrondissement de Corail (franska: Corail) är ett arrondissement i Haiti.   Det ligger i departementet Grand'Anse, i den västra delen av landet, 170 km väster om huvudstaden Port-au-Prince. Antalet invånare är 119 643. Arean är 767 kvadratkilometer.
Terrängen i Arrondissement de Corail är varierad.
Arrondissement de Corail delas in i:
- Beaumont